# Vasílios Charalampópoulos
Vasílios Charalampópoulos (en grec moderne : Βασίλης Χαραλαμπόπουλος), né le 6 janvier 1997, à Aigáleo, en Grèce, est un joueur grec de basket-ball. Il évolue au poste d'ailier. 

## Biographie
En août 2019, Charalampópoulos signe un contrat de quatre ans avec l'Olympiakós. Il est peu après prêté au club de Ionikos Nikaias (en) pour la saison 2019-2020. Néanmoins, en janvier 2020, l'Olympiakós le rappelle dans l'équipe.
En août 2021, il s'engage pour plusieurs saisons avec le Reyer Venise.

## Palmarès
- Champion de Grèce 2013, 2014, 2017
- Coupe de Grèce 2013, 2014, 2015, 2016, 2017
- Champion d'Europe des 20 ans et moins 2017
- Champion d'Europe des 18 ans et moins 2015
- 3e du championnat d'Europe des 16 ans et moins 2013